# NGC 6404
NGC 6404 ist ein offener Sternhaufen (Typdefinition „III3m“) im Sternbild Skorpion. Er wurde am 27. Juni 1837 von John Herschel mit einem 18-Zoll-Spiegelteleskop entdeckt.